# Eric Bledsoe
Eric Drew Bledsoe (Birmingham, Alabama, 9 de diciembre de 1989) es un jugador de baloncesto estadounidense que pertenece a la plantilla de los Shanghai Sharks de la CBA china. Con 1,85 metros de estatura, juega en la posición de base.

## Trayectoria deportiva

### Instituto
Bledsoe asistió al Instituto Parker, donde promedió 20,3 puntos, 9,4 rebotes y 11,5 asistencias en su último año. Formó parte del equipo de Parker que finalizó subcampeón del campeonato estatal 5A en 2009. Fue nombrado tercer mejor base del país y el 23er mejor jugador por Rivals.com. Participó en el Wazoo Sports Derby Festival Basketball Classic de 2009 presentado por Papajohns.com.

### Universidad
Luego jugó durante un año en la Universidad de Kentucky, promediando 11,3 puntos, 2,9 asistencias y 3,1 rebotes por partido con los Wildcats. Jugando tanto de base como de escolta, lideró al equipo a un registro de 35 victorias y 3 derrotas. Fue nombrado en el mejor quinteto de novatos de la Southeastern Conference por Sporting News y Freshman All-America por CollegeInsider.com.
El 7 de abril de 2010, anunció que iba a renunciar a sus últimas tres temporadas de elegibilidad colegial y entrar en el Draft de la NBA de 2010. Fue elogiado por su rapidez, la capacidad de manejo de la pelota y la capacidad de golpear un balón largo.

#### Estadísticas
| Año     | Equipo   | PJ | PT | MPP  | %TC  | %3P  | %TL  | RPP | APP | ROB | TPP | PPP  |
| ------- | -------- | -- | -- | ---- | ---- | ---- | ---- | --- | --- | --- | --- | ---- |
| 2009–10 | Kentucky | 37 | 35 | 30.3 | .462 | .383 | .667 | 3.1 | 2.9 | 1.4 | .3  | 11.3 |

### Profesional

#### Los Angeles Clippers (2010–2013)

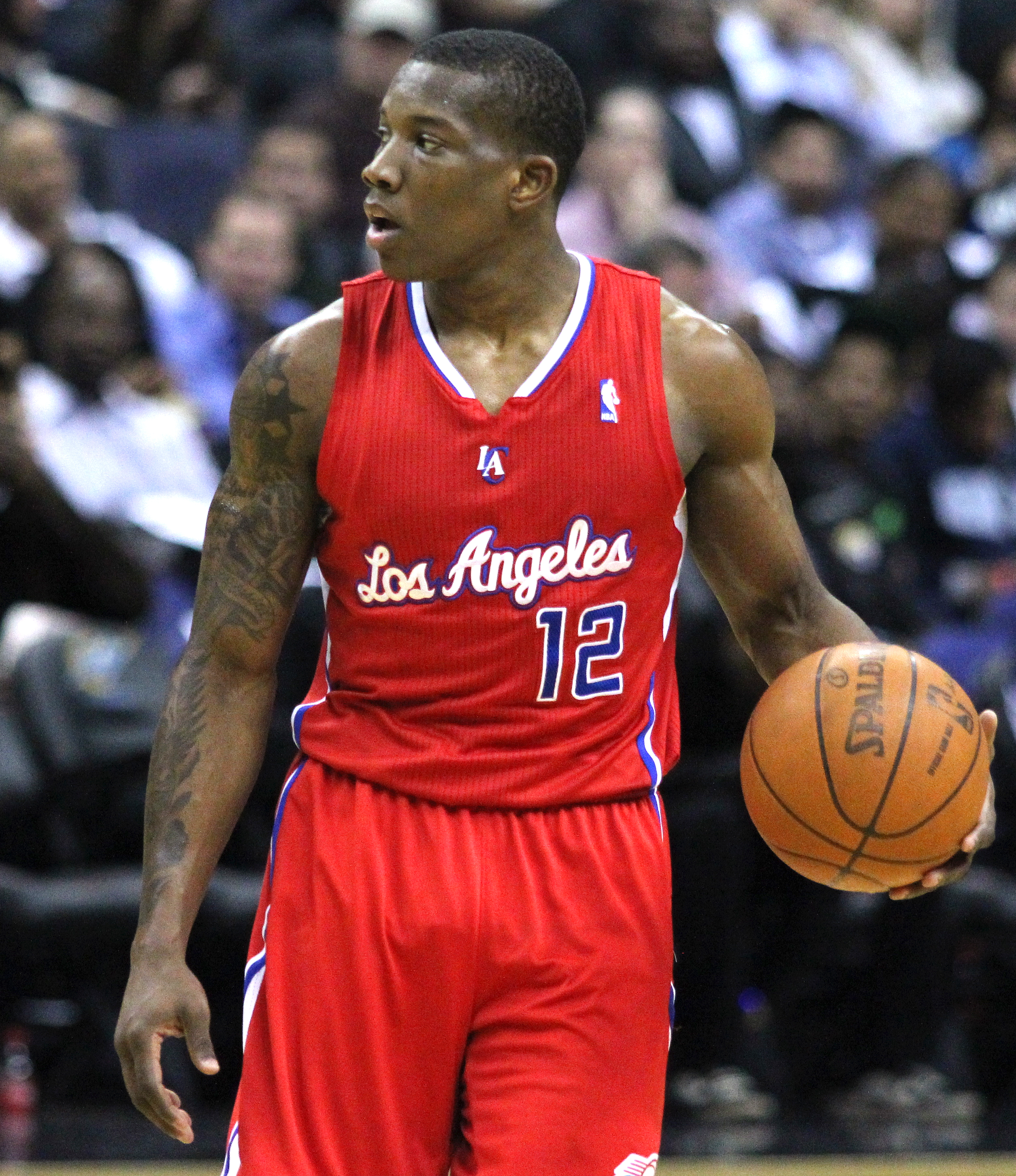
Bledsoe con los Clippers en 2011.

Fue elegido en el puesto 18 de Draft de la NBA de 2010 por los Oklahoma City Thunder, pero fue traspasado a Los Angeles Clippers. En su primera temporada, promedió 6,7 puntos y 3,6 asistencias y fue titular en 25 partidos. Como resultado, él fue nombrado para el NBA segundo mejor quinteto de rookies. 
En su segunda temporada, debido a la adquisición de Chris Paul de los Clippers, que jugó solo un promedio de 11 minutos por partido, con solo un comienzo y sus estadísticas se redujo. De hecho, durante esa temporada, que terminó siendo asignado al equipo de socios de la D-League de los Clippers, Bakersfield Jam. 
Sin embargo, durante su tercera temporada, sus estadísticas terminaron subiendo a pesar de todavía estar detrás de Chris Paul para la mayoría de los juegos que él jugó. También acabaría participando en el Concurso de Mates de 2013 del All-Star Game.

#### Phoenix Suns (2013-2017)
El 10 de julio de 2013, fue traspasado a los Phoenix Suns junto con su compañero Caron Butler en un acuerdo a tres bandas con Los Angeles Clippers y Milwaukee Bucks que enviaron los Suns Jared Dudley y los Bucks J.J. Redick a los Clippers con dos diferentes selecciones de segunda ronda que van a los Bucks. En su debut en la noche de apertura con los Suns, pudo ayudar al equipo al obtener 22 puntos, 6 rebotes y 7 asistencias en la victoria por 104-91 sobre Portland Trail Blazers. El 19 de noviembre contra Sacramento Kings, chocaría la espinilla con su compañero P.J. Tucker durante la práctica y se perdería seis partidos antes de regresar con 17 puntos, 6 rebotes y 3 robos en la victoria por 112-101 ante los Jazz en 29 de noviembre.
[actualizar]

#### Milwaukee Bucks (2017-2020)
El 7 de noviembre de 2017 fue traspasado a Milwaukee Bucks a cambio de Greg Monroe y sendas primera y segunda rondas futuras del draft protegidas.

#### New Orleans Pelicans (2020-2021)
Tras tres años en Milwaukee, el 17 de noviembre de 2020 es traspasado, junto a George Hill, a New Orleans Pelicans a cambio de Jrue Holiday.

#### LA Clippers (2021-2022)
Después de una temporada en New Orleans, el 6 de julio de 2021, es traspasado, junto a Steven Adams, a Memphis Grizzlies a cambio de Jonas Valančiūnas y varias rondas de draft. Pero el 15 de agosto es traspasado a Los Angeles Clippers a cambio de Rajon Rondo, Patrick Beverley y Daniel Oturu.

#### Portland Trail Blazers (2022)
El 4 de febrero de 2022 es traspasado, junto a Justise Winslow y Keon Johnson a Portland Trail Blazers, a cambio de Norman Powell y Robert Covington. El 28 de marzo fue descartado para el resto de la temporada, tras sufrir una lesión en el tendón de Aquiles izquierdo, por lo que no llegaría a debutar con los Blazers. Finalmente fue despedido.

#### Shanghai Sharks (2022–presente)
El 19 de noviembre de 2022 firmó con los Shanghai Sharks de la Chinese Basketball Association.

## Estadísticas de su carrera en la NBA

### Temporada regular
| Año     | Equipo        | PJ  | PT  | MPP  | %TC  | %3P  | %TL  | RPP | APP | ROB | TPP | PPP  |
| ------- | ------------- | --- | --- | ---- | ---- | ---- | ---- | --- | --- | --- | --- | ---- |
| 2010-11 | L.A. Clippers | 81  | 25  | 22.7 | .424 | .276 | .744 | 2.8 | 3.6 | 1.1 | .3  | 6.7  |
| 2011-12 | L.A. Clippers | 40  | 1   | 11.6 | .389 | .200 | .636 | 1.6 | 1.6 | .8  | .4  | 3.3  |
| 2012-13 | L.A. Clippers | 76  | 12  | 20.4 | .455 | .397 | .791 | 3.0 | 3.1 | 1.4 | .7  | 8.5  |
| 2013-14 | Phoenix       | 43  | 40  | 32.9 | .477 | .357 | .772 | 4.7 | 5.5 | 1.6 | .3  | 17.7 |
| 2014-15 | Phoenix       | 81  | 81  | 34.6 | .447 | .324 | .800 | 5.2 | 6.1 | 1.6 | .6  | 17.0 |
| 2015-16 | Phoenix       | 31  | 31  | 34.2 | .453 | .372 | .802 | 4.0 | 6.1 | 2.0 | .6  | 20.4 |
| 2016-17 | Phoenix       | 66  | 66  | 33.0 | .434 | .335 | .847 | 4.8 | 6.3 | 1.4 | .5  | 21.1 |
| 2017-18 | Phoenix       | 3   | 3   | 27.7 | .400 | .308 | .786 | 2.3 | 3.0 | 1.3 | .7  | 15.7 |
| 2017-18 | Milwaukee     | 71  | 71  | 31.5 | .476 | .349 | .795 | 3.9 | 5.1 | 2.0 | .6  | 17.8 |
| 2018-19 | Milwaukee     | 78  | 78  | 29.1 | .484 | .329 | .750 | 4.6 | 5.5 | 1.5 | .4  | 15.9 |
| 2019-20 | Milwaukee     | 61  | 61  | 27.0 | .475 | .344 | .790 | 4.6 | 5.4 | .9  | .4  | 14.9 |
| 2020-21 | New Orleans   | 71  | 70  | 29.7 | .421 | .341 | .687 | 3.4 | 3.8 | .8  | .3  | 12.2 |
| 2021-22 | L.A. Clippers | 54  | 29  | 25.2 | .421 | .313 | .761 | 3.4 | 4.2 | 1.3 | .4  | 9.9  |
| Total   | Total         | 756 | 568 | 27.8 | .452 | .336 | .784 | 3.9 | 4.7 | 1.4 | .5  | 13.7 |

### Playoffs
| Año   | Equipo        | PJ | PT | MPP  | %TC  | %3P  | %TL  | RPP | APP | ROB | TPP | PPP  |
| ----- | ------------- | -- | -- | ---- | ---- | ---- | ---- | --- | --- | --- | --- | ---- |
| 2012  | L.A. Clippers | 11 | 0  | 17.2 | .587 | .429 | .625 | 2.4 | 2.1 | 1.2 | .4  | 7.9  |
| 2013  | L.A. Clippers | 6  | 0  | 16.2 | .500 | .111 | .667 | 2.5 | 3.0 | .3  | .5  | 6.5  |
| 2018  | Milwaukee     | 7  | 7  | 32.1 | .440 | .318 | .700 | 3.4 | 3.7 | 1.0 | .9  | 13.6 |
| 2019  | Milwaukee     | 15 | 15 | 28.3 | .411 | .236 | .706 | 3.7 | 4.3 | 1.1 | .4  | 13.7 |
| 2020  | Milwaukee     | 9  | 9  | 29.7 | .388 | .250 | .808 | 4.6 | 5.9 | 1.2 | .7  | 11.7 |
| Total | Total         | 48 | 31 | 25.0 | .441 | .254 | .712 | 3.4 | 3.8 | 1.0 | .5  | 11.1 |

## Vida personal
Su madre, Maureen Reddick, crio a tres hijos ella sola en Birmingham (Alabama).
Eric tiene cinco hijos: Ethan y Emory; y tres niñas: Eriauna, Norah, y Noor.
En octubre de 2022 fue arrestado por violencia doméstica en Lost Hills (California), al ser denunciado por su novia.

## Logros y reconocimientos
- Elegido en el segundo mejor quinteto de rookies de la NBA de 2011.
- Elegido para jugar el All Star Game de la NBA en el partido de rookies de 2011.
- Elegido para participar en el Concurso de Mates de la NBA en 2013.
- Elegido en el mejor quinteto defensivo de la NBA en 2019.
- Elegido en el segundo mejor quinteto defensivo de la NBA en 2020.

### Récords personales
- Sus topes individuales en un partido son:

- Puntos: 41 (contra Denver Nuggets 28/01/17)
- Rebotes: 14 (contra Oklahoma City Thunder 26/02/15)
- Asistencias: 16 (contra Los Angeles Clippers 08/12/14)
- Tapones: 4 (2 veces)
- Robos: 7 (contra Denver Nuggets 05/03/11)
- Minutos: 46 (contra Detroit Pistons 12/11/10)